# Severin z Norika
Severin z Norika také známý jako Severinus či Apoštol z Norica (410? - 8. ledna 482 Favianis, dnes Mautern an der Donau) byl křesťanský misionář a mnich, zakladatel klášterů v Noriku, později prohlášený za svatého. Spekuluje se, že se narodil v jižní Itálii, nebo v římské provincii Afrika. Severinus odmítal po smrti Attily v roce 453 a před svým příchodem do Norika diskutovat o své minulosti. Zmínil pouze zkušenosti s pouštním mnišstvím a jeho úctu ke svatému Antonínu Egyptskému.

## Život
Jeho životopis napsal kolem roku 511 opat jeho kláštera Eugippius pod názvem Vita Sancti Severini. Je to hlavní písemný pramen o římském a germánském období na území dnešního Rakouska v 5. století. Podle tohoto životopisu Severin pocházel z Apulie v jižní Itálii a hovořil latinsky, podle jiných zdrojů pocházel z římské oblasti severní Afriky. Po vzoru egyptských poustevníků pobýval v poušti, dále prošel kláštery v Pasově a v Lorschi. Nakonec se usadil v táboře Favianis (dnes Mautern na Dunaji) v římské provincii Noricum, kde obracel Germány i Římany na víru a založil svůj klášter jako první centrum řeholní spirituality a vzdělanosti na teritoriu východně od Pasova. Zemřel ve své klášterní cele ve Favianae při zpěvu 150. žalmu. Šest let po jeho smrti byli jeho mniši vyhnáni z opatství a jeho tělo bylo převezeno do Itálie, kde bylo nejprve uloženo v Castel dell'Ovo v Neapoli. Nakonec byly jeho ostatky přeneseny do benediktinského kláštera Santi Severino e Sossio v Neapoli.

## Úcta
Jako svátek se slaví 8. ledna v den jeho úmrtní. Je uctíván v Itálii, centrem jeho kultu jsou města San Severo, Salerno a Neapol, kam jeho ostatky uložil Odoaker do kostela San Severo e San Sossio; roku 1807 byly přeneseny do Frattamaggiore. Dále je Severin ctěn v Německu a v Rakousku, kde je mu zasvěcen chrám v Lorchu na řece Enns, v římské době součást tábora Lauriacum. Ve středověku jej jako řádového patrona ctili také čeští benediktini, protože patřil k následníkovi sv. Antonína Velikého a přímému předchůdci sv. Benedikta. Jeho pozdější úctu překryl kult jeho jmenovců sv. Severina z Kolína nad Rýnem a sv. Severina z Ravenny.

## Ikonografie
Severin bývá zpodoben trojím způsobem: buď jako poustevník s plnovousem, nebo jako mnich v kutně s tonzurou na hlavě, nebo jako biskup v kasuli s berlou a infulí.